# Кирилл (митрополит Московский)
Митрополи́т Кири́лл (1492 — 8 февраля 1572, Москва) — митрополит Московский и всея Руси, избранный 11 ноября 1568 году Иваном IV на место низложенного Филиппа. При нём лютость царя Иоанна Грозного достигла крайних пределов Кирилл не вмешивался в государственные дела и не пытался противостоять творимому произволу.

## Биография
Родился при правлении князя Ивана III (1462—1505). Происходил, очевидно, из княжеского рода, о чём можно судить из записи во вкладной книге Троице-Сергиева монастыря.
Возможно, будущий митрополит принял постриг в принадлежавшем митрополитам московском Новинском монастыре. В ноябре 1566 года был поставлен архимандритом Троице-Сергиева монастыря, сменив архимандрита Меркурия (1564—1566), имя которого открывает помянник первосвятителя.
4 ноября 1568 года свт. Филипп II (Колычев) за сопротивление опричной политике был насильственно лишен митрополичьей кафедры по приказанию царя Иоанна IV Васильевича и по постановлению церковного Собора, основанному на показаниях лжесвидетелей. По распоряжению царя митрополитом был избран Троицкий архимандрит Кирилл, поставление состоялось 11 ноября 1568 года (Возведя Троицкого настоятеля на митрополичий престол, царь тем не менее крайне отрицательно отзывался о порядках в Троицкой обители в послании братии Кириллова Белозерского монастыря 1573 года)
30 апреля 1569 года Иоанн IV подтвердил Кириллу три жалованные грамоты, выданные в 1564 году митрополиту Афанасию. Эти грамоты ранее не были подтверждены на имя свт. Филиппа II.
В 1569 году скончалась 2-я супруга царя Мария Темрюковна, после чего, как говорится в соборном определении о 4-м браке Иоанна IV, царь просил благословения у Кирилла «к совокуплению третиему браку». 13 ноября 1569 г. Кирилл «дал вкладу денег 50 рублев» в Троице-Сергиев монастырь. В ноябре 1569 года был отправлен в заточение в Варламиев Хутынский в честь Преображения Господня мужской монастырь архимандрит Троице-Сергиева монастыря Памва (преемник Кирилла), арестованный в апреле, вероятно, одновременно с убитым позднее, во время новгородского похода, келарем Дорофеем (Курцевым). Возможно, это было сделано с целью устрашения Первосвятителя.
Осенью 1569 года царь возглавил опричный поход на Новгород и Псков, во время которого репрессиям подверглись также жители Торжка, Клина, Твери. В Твери был убит бывший митрополит свт. Филипп. В 1570 году опричные войска разграбили Новгород, по приказу царя было казнено множество горожан, насильственно лишен кафедры и попал в заключение Новгородский архиепископ свт. Пимен (Чёрный), которого обвинили в организации заговора с целью перехода Новгорода и Пскова под власть польского короля. В Новгороде опричники грабили церковное имущество, священников и монахов забивали насмерть на правеже, требуя с них деньги. Под Псковом самолично царем был убит прмч. Корнилий, игумен Псково-Печерского монастыря. Митрополит Кирилл не оказал сопротивления действиям царя. В июле 1570 года на Соборе под председательством митрополита Новгородский архиепископ Пимен был запрещен в священнослужении и отправлен в заключение в Венев во имя свт. Николая Чудотворца монастырь, где в следующем году скончался. В том же году был извергнут из сана Рязанский епископ Филофей, казнены несколько близких к нему лиц, в том числе бывший его казначей архимандрит Солотчинского в честь Рождества Пресвятой Богородицы монастыря Исаак (Сумин), убит архимандрит нижегородского Печерского в честь Вознесения Господня монастыря. Во время новгородского похода царь и митрополит находились в переписке, о чём известно из описи Посольского приказа: «Да туто ж государева грамота к митрополиту Кирилу о походе царя Ивана Васильевича всеа Русии в Великий Новгород, писана в Великом Новегороде. Да под грамотою от митрополита Кирила ко государю отписка, что приговорили они на Соборе Новгородцкому архиепископу Пимину против государевы грамоты за его безчинье священная не действовати. И под отпискою государева грамота к митрополиту Кирилу, что архиепископу Пимину служити не велено, а сану б с нево до подлинного сыску и до соборного уложенья не снимати» . В описи упоминаются ещё одна царская грамота Кириллу и ответ митрополита от 1570 года. В грамоте царя говорится о том, чтобы митрополит молился о здоровье правителя и его сыновей Иоанна Иоанновича и Феодора Иоанновича и чтобы «бояр и всяких людей о службе безо всякие хитрости утверждал по-прежнему», что, вероятно, было связано с казнью в октябре 1569 года удельного старицкого князя Владимира Андреевича.
В начале июня 1570 года в Москве митрополит Кирилл возглавил хиротонию во епископа Суздальского Варлаама, игумена Стефанова Махрищского во имя Святой Троицы монастыря. Поставление Варлаама, вероятно, связано с тем, что Махрищский монастырь был взят в опричнину. 4 декабря 1571 года Кирилл «повелением» Иоанна IV поставил архимандрита московского Чудова в честь Чуда арх. Михаила в Хонех мужского монастыря Леонида архиепископом Новгородским и Псковским. Новгородский архиепископ Леонид был ставленником царя, отзывавшегося весьма одобрительно о порядках в Чудовом монастыре (в качестве настоятеля Чудова монастыря Леонид был преемником царского любимца Левкия, о котором Иоанн Грозный писал с похвалами в послании в Кириллов Белозерский монастырь). В 1570 году в Дерпте (Юрьеве), занятом русскими войсками в 1558 году в ходе Ливонской войны, была учреждена православная Юрьево-Ливонская епархия, куда Кириллом был поставлен епископ Корнилий. По желанию царя, стремившегося возвысить Вологодско-Пермскую епархию за счет вызвавшего недовольство монарха Новгорода, в 1571 году Великопермской кафедре из Новгородской епархии были переданы земли, расположенные вдоль рек Вага и Северная Двина, а также Каргополь. В Вологде, одной из царских резиденций, по приказу царя в 1568 г. началось возведение каменного Софийского собора.
Во время нашествия крымского хана Девлет-Гирея I на Москву в мае 1571 года, когда большая часть столицы была сожжена, митрополит укрылся в Успенском соборе: «И церкви каменые от жару росседалися, и люди в каменых церквах и в каменных погребех горели и задыхалися, едва где кто Божиим сохранением от смерти избыл. Митрополит же Кирил со освященным собором в те поры просидели в церкве Пречистые Богородицы в соборной». В том же году Кирилл ходатайствовал перед царем за князя И. Ф. Мстиславского, который был обвинен в том, что «всей Русской земле изменил», наведя войска крымского хана. 10 декабря 1571 года Кирилл послал грамоту в Кириллов Белозерский в честь Успения Пресвятой Богородицы монастырь в связи с началом военных действий со Швецией. Митрополит призвал братию творить усиленные молитвы во время Рождественского поста и служить молебны о даровании победы рус. воинству. В том же году одновременно с царем митрополит Кирилл направил милостыню Константинопольскому патриарху Митрофану III — 100 рублей. В сопроводительной грамоте он называет Патриарха «держащим правление Святой Матери Церкви, в прежнем царствующем Богозданном граде, в доме Софии, Премудрости Божией, высочайшею и священною главою вселенскаго цветущаго благочестия, учителем истиннаго Божественнаго закона, и показателем веры прежде бывшаго греческаго Православия и всея Руския Земли».
Монастыри в первосвятительство Кирилла получили расширение иммунитетных привилегий. 12 марта 1570 года митрополит освободил Кириллов Белозерский монастырь от уплаты митрополичьих пошлин с церкви во имя архангела Михаила в монастырском селе Вертлинском Дмитровского уезда. Леонид (Протасьев), игумен Иосифова Волоколамского в честь Успения Пресвятой Богородицы монастыря, обращался к Кириллу с просьбой о выдаче жалованной грамоты на монастырские церкви (о чём сохр. сведения в жалованной грамоте митр. Антония Иосифовой обители от 18 мая 1573). Также митрополит подтвердил жалованную грамоту свт. Макария Евфимиеву суздальскому в честь Преображения Господня монастырю, освобождавшую приписной к обители храм в с. Мугрееве от пошлин, и его же грамоту Успенской Адриановой пустыни строителю старцу Елеазару. Кирилл давал жалованные грамоты и отдельным храмам. Сохранилась выданная митрополитом в 1570 года отпускная грамота священнику Панкратию.
В 1569 году во Пскове была явлена чудотворная Святогорская икона Божией Матери. В том же году на Соборе был прославлен преп. Тихон Лухский († 1503) в связи с исцелениями от его мощей. При Кирилле в Москве состоялся первый открытый диспут с иноверными: в 1570 году Иоанн IV полемизировал с чешским протестантантским пастором Яном Рокитой. Об участии в диспуте митрополита сведений нет. По мнению В. И. Корецкого, в окружении Кирилла велись летописные записи, в которых отразились антиопричные настроения (Корецкий В. И. История рус. летописания 2-й пол. XVI — нач. XVII в. М., 1986. С. 32). Эта гипотеза не получила поддержки др. исследователей.
Митрополит Кирилл скончался в 1572 году в Москве, погребен 10 февраля не в московском Успенском соборе, как предыдущие первосвятители, но в принадлежавшем митрополитам московском Новинском монастыре. Могила, как и монастырь, не сохранилась. В 30-х годах XX-го столетия на месте монастыря было построено здание Института курортологии.